# Zizik
Zizik (ros. Зизик) – wieś w Rosji, w Dagestanie, w rejonie sulejman-stalskim. W 2010 liczyła 1038 mieszkańców, głównie Lezginów.